# Аренас, Хавьер
Хавьер Аренас (исп. Javier Arenas; род. 1957) — государственный и политический деятель Испании.

## Биография
Родился 28 декабря 1957 года в Севилье, вырос в Ольвере. Получил высшее юридическое образование и степень магистра в области управления бизнесом. В начале 1980-х годов вступил в Союз демократического центра и был президентом Juventudes Centristas, молодежной организации этой партии. С 1983 по 1987 год работал заместителем мэра Севильи, а с 1986 по 1989 год был членом парламента Андалусии, где занимал должность вице-президента Комиссии юстиции и правительства. С 1989 по 1994 год был членом Конгресса депутатов, а с 1994 по 2008 год представлял провинцию Севилья в Сенате Испании. С 1991 по 1993 год был заместителем генерального секретаря Народной партии Испании.
В период с июля 1993 по 1999 год был председателем Народной партии в Андалусии, потом в 2004 году вновь занял эту должность. С 1996 по 1999 год был министром занятости, генеральным секретарем Народной партии в период с 1999 по 2003 год и министром государственного управления с 2002 по 2003 год. Во время своего пребывания в должности второго вице-президента и министра президентства с сентября 2003 года по апрель 2004 года подготовил Пакт о свободе и борьбе с терроризмом — двухпартийное соглашение между Народной партией и Испанской социалистической рабочей партией, подписанное председателем правительства Испании Хосе Марией Аснаром и лидером оппозиции Хосе Луисом Родригесом Сапатеро.
В настоящее время является представителем Народной партии в парламенте Андалусии и сенатором от автономного сообщества Андалусии. Хавьер Аренас женат, имеет двоих детей.